# Адальберт III (граф де Ла Марш)
Адальберт (Одбер) III (фр. Adalbert (Audebert) III de La Marche) — граф Марша (ок. 1117—1145) из рода Монтгомери.
Старший сын графини Альмодис де Ла Марш (ум. ок. 1117) и её мужа Роже Пуатевинца (ум. ок. 1123).
Родился ок. 1100 г. В 1117 году наследовал матери. Его соправителями считались братья Бозон IV (ум. 1118) и Эд II (ум. 1135). Первое время фактическим правителем графства Марш был Роже Пуатевинец в качестве официального опекуна.
В 1145 году графом Марша называется Адальберт IV — сын Адальберта III, что говорит о том, что сам он к тому времени умер. Также у него и его жены Оренгарды (происхождение которой не известно) были сын Бозон V  (ум. 1172 или позже) и дочь Маркиза, которая вышла замуж за Ги Лиможского.